# Assemblée générale de l'Organisation des États américains

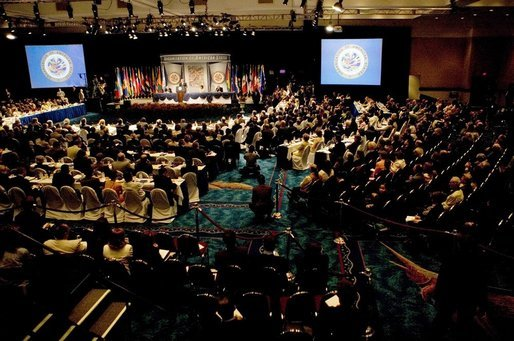
Discours de George W. Bush devant la de l'Assemblée générale de l'Organisation des États américains à Fort Lauderdale, en 2005.

L'Assemblée générale de l'Organisation des États américains en anglais General Assembly of the Organization of American States, en portugais Assambléia Geral da Organização dos Estados Americanos, et en espagnol Asamblea General de la Organización de los Estados Americanos, est le principal organe de la Organisation des États américains (OEA).
L'Assemblée générale de l'OEA a été créée dans le cadre de la restructuration de l'OEA, qui a eu lieu après l'adoption du Protocole de Buenos Aires (signé sur le 27 février 1967, il entra en vigueur le 12 mars 1970 même s'il a été par la suite modifié). Avant ces modifications, l'organe suprême de l'OEA a été la Conférence interaméricaine qui était elle-même précédée par la Conférence internationale des États américains. 
Selon le Protocole de Buenos Aires, l'Assemblée générale doit se réunir une fois par an en session ordinaire. Le Conseil peut aussi se réunir en session extraordinaire lorsqu'il reçoit l'approbation des deux tiers des États membres.
Le siège de l'Assemblée générale est fixé à tour de rôle ainsi que la forme de participation des États membres, le tout de manière démocratique. Les membres sont alors représentés par des délégués choisis, qui sont généralement les ministres des Affaires étrangères.

## Sessions
| Sessions ordinaires | Ville           | Pays                   | Date                     |
| ------------------- | --------------- | ---------------------- | ------------------------ |
| 1re                 | San José        | Costa Rica             | 14-23 avril 1971         |
| 2e                  | Washington      | États-Unis             | 11-21 avril 1972         |
| 3e                  | Washington      | États-Unis             | 4-15 avril 1973          |
| 4e                  | Atlanta         | États-Unis             | 19 avril–1er mai 1974    |
| 5e                  | Washington      | États-Unis             | 8-19 mai 1975            |
| 6e                  | Santiago        | Chili                  | 4–18 juin 1976           |
| 7e                  | St. Georges     | Grenade                | 14–22 juin 1977          |
| 8e                  | Washington      | États-Unis             | 21 juin–1er juillet 1978 |
| 9e                  | La Paz          | Bolivie                | 22–31 octobre 1979       |
| 10e                 | Washington      | États-Unis             | 19–26 novembre 1980      |
| 11e                 | Castries        | Sainte-Lucie           | 2–11 décembre 1981       |
| 12e                 | Washington      | États-Unis             | 15–21 décembre 1982      |
| 13e                 | Washington      | États-Unis             | 14–18 décembre 1983      |
| 14e                 | Brasilia        | Brésil                 | 12–17 novembre 1984      |
| 15e                 | Carthagène      | Colombie               | 5–9 décembre 1985        |
| 16e                 | Guatemala       | Guatemala              | 11–15 novembre 1986      |
| 17e                 | Washington      | États-Unis             | 9–14 novembre 1987       |
| 18e                 | San Salvador    | Salvador               | 14–19 novembre 1988      |
| 19e                 | Washington      | États-Unis             | 13–18 novembre 1989      |
| 20e                 | Asuncion        | Paraguay               | 4–8 juin 1990            |
| 21e                 | Santiago        | Chili                  | 3–8 juin 1991            |
| 22e                 | Nassau          | Bahamas                | 18–23 mai 1992           |
| 23e                 | Managua         | Nicaragua              | 7–11 juin 1993           |
| 24e                 | Belém do Pará   | Brésil                 | 6–10 juin 1994           |
| 25e                 | Montrouis       | Haïti                  | 5–9 juin 1995            |
| 26e                 | Panama          | Panama                 | 3–7 juin 1996            |
| 27e                 | Lima            | Pérou                  | 1–5 juin 1997            |
| 28e                 | Caracas         | Venezuela              | 1er–3 juin 1998          |
| 29e                 | Guatemala       | Guatemala              | 6–8 juin 1999            |
| 30e                 | Windsor         | Canada                 | 4–6 juin 2000            |
| 31e                 | San José        | Costa Rica             | 3–5 juin 2001            |
| 32e                 | Bridgetown      | Barbade                | 2–4 juin 2002            |
| 33e                 | Santiago        | Chili                  | 8–10 juin 2003           |
| 34e                 | Quito           | Équateur               | 6–8 juin 2004            |
| 35e                 | Fort Lauderdale | États-Unis             | 5–7 juin 2005            |
| 36e                 | Saint-Domingue  | République dominicaine | 4–6 juin 2006            |
| 37e                 | Panama          | Panama                 | 3–5 juin 2007            |
| 38e                 | Medellin        | Colombie               | 1er–3 juin 2008          |
| 39e                 | San Pedro Sula  | Honduras               | 2–3 juin 2009            |
| 40e                 | Lima            | Pérou                  | 6–8 juin 2010            |
| 41e                 | San Salvador    | Salvador               | 5–7 juin 2011            |
| 42e                 | Cochabamba      | Bolivie                | 3-5 juin 2012            |
| 43e                 | La Antigua      | Guatemala              | 4-6 juin 2013            |
| 44e                 | Asuncion        | Paraguay               | 3-5 juin 2014            |
| 45e                 | Washington      | États-Unis             | 15-16 juin 2015          |
| 46e                 | Saint-Domingue  | République dominicaine | 13-15 juin 2016          |
| 47e                 | Cancún          | Mexique                | 18-21 juin 2017          |
| 48e                 | Washington      | États-Unis             | 4-5 juin 2018            |
| 49e                 | Medellín        | Colombie               | 26-28 juin 2019          |
| 50e                 | Washington      | États-Unis             | 20-21 octobre 2020       |
| 51e                 | Guatemala       | Guatemala              | 10-12 novembre 2021      |
| 52e                 | Lima            | Pérou                  | 5-7 octobre 2022         |
| 53e                 | Washington      | États-Unis             | 21-23 juin 2023          |
| 54e                 | Asunción        | Paraguay               | 26-28 juin 2024          |
| 55e                 | Saint John's    | Antigua-et-Barbuda     | 27-29 juin 2025          |